# Udara meeki
Udara meeki är en fjärilsart som beskrevs av George Thomas Bethune-Baker 1906. Udara meeki ingår i släktet Udara och familjen juvelvingar. Inga underarter finns listade i Catalogue of Life.